# Tokyo Dome Live in Concert
Tokyo Dome Live in Concert es un álbum en vivo de la banda estadounidense Van Halen, lanzado el 31 de marzo de 2015 por Warner Bros Records. Es el primer álbum en directo de la agrupación con el vocalista original David Lee Roth, y el segundo de su discografía, luego de Live: Right Here, Right Now de 1993, con Sammy Hagar como cantante.

## Lista de canciones

### Disco 1
1. Unchained – 4:56
2. Runnin' with the Devil – 3:44
3. She's the Woman – 2:57
4. I'm the One – 4:12
5. Tattoo – 4:32
6. Everybody Wants Some!! – 8:30
7. Somebody Get Me a Doctor – 3:22
8. China Town – 3:22
9. Hear About It Later – 5:11
10. (Oh) Pretty Woman – 3:10 (Dees, Orbison)
11. Me & You (Drum Solo) – 2:54
12. You Really Got Me – 5:34 (Davies)

### Disco 2
1. Dance the Night Away – 4:27
2. I'll Wait – 5:03
3. And the Cradle Will Rock... – 3:44
4. Hot for Teacher – 5:44
5. Women in Love... – 4:25
6. Romeo Delight – 5:47
7. Mean Street – 5:11
8. Beautiful Girls – 3:36
9. Ice Cream Man – 5:10 (Brim)
10. Panama – 4:20
11. Eruption – 8:08
12. Ain't Talkin' 'bout Love – 6:07
13. Jump – 5:48

## Créditos
- David Lee Roth – voz
- Eddie Van Halen – guitarra
- Alex Van Halen – batería
- Wolfgang Van Halen – bajo